# تشن تشي
تشن تشي (بالإنجليزية: Chen Chi)‏ هو رسام أمريكي، ولد في 1912، وتوفي في 2005.